# Amazonuppnäbb
Amazonuppnäbb (Xenops genibarbis) är en fågelart i familjen ugnfåglar inom ordningen tättingar.

## Utbredning och systematik
Fågeln delas in i tio underarter med följande utbredning:
- X. g. remoratus – östra Colombia, södra Venezuela och nordvästra Brasilien
- X. g. ruficaudus – östra Colombia, Venezuela, Guyanaregionen och norra Brasilien
- X. g. obsoletus – östra Ecuador, östra Peru, västra Brasilien och norra Bolivia
- X. g. genibarbis – nordcentrala Brasilien norr om Amazonfloden
- X. g. alagoanus – nordöstra Brasilien

Tidigare inkluderades nordlig uppnäbb (X. mexicanus) i arten, då under namnet brunbukig uppnäbb, men denna urskiljs sedan 2024 som egen art. Längre tillbaka förenades de båda i Xenops minutus.

## Status och hot
Arten har ett stort utbredningsområde, men tros minska i antal, dock inte tillräckligt kraftigt för att den ska betraktas som hotad. Internationella naturvårdsunionen IUCN listar arten som livskraftig (LC). Notera dock att IUCN inkluderar nordlig uppnäbb i bedömningen.